# Jean-Ignace-Isidore Gérard
Jean-Ignace-Isidore Gérard, noto anche con lo pseudonimo di Grandville (Nancy, 13 settembre 1803 – Vanves, 17 marzo 1847), è stato un illustratore, designer e caricaturista francese del XIX secolo.

## Biografia
Nasce a Nancy, a nord-est della Francia. Figlio d'arte, ricevette la sua prima “educazione artistica” dal padre, che amava dipingere miniature. “Grandville” era il nome d'arte di suo nonno. Nel 1820 arriva a Parigi per frequentare gli studi presso i miniaturisti Manson, Hippolyte Lecomte. Arrivano le prime collezioni di litografie intitolate Les Tribulations de la petite proprieté, Les Plaisirs de toutdge e La Sibylle des salons.
Nel 1828 pubblica una serie di litografie a colori Les Dimanches d'un bourgeois de Paris. Ma è nel 1829 che raggiunge la fama con Les Métamorphoses du jour, una serie di settantacinque scene in cui i personaggi venivano ritratti con corpi da uomini e con volti animali. Questi disegni si distinguono particolarmente per la straordinaria capacità dell'artista di riprodurre tratti umani in volti animali. Pubblicate da Bulla nello stesso anno, e ripubblicate postume nel 1854 da Harvard con testi di scrittori dell'epoca, con introduzione di Charles Blanc.
Il successo di questo lavoro lo ha portato alla collaborazione con Daumier nel 1830 al giornale La Caricature, dal 1831 inizia anche a lavorare per la rivista L'Artiste, nel 1832 collabora al Charivari, dal 1833 al Magasin pittoresque e già dal 1829 collaborava per il giornale Le Silhouette (primo giornale di caricature, fondato in Francia); le sue caricature politiche a sfondo umoristico-satirico, presto vennero a godere di una grande popolarità.
Intanto sposa sua cugina Marguerite-Henriette Fischer nel 1833, dalla quale avrà tre figli.
Dopo la ripresa della censura preventiva della caricatura nel 1835, Grandville si rivolse quasi esclusivamente a lavori standard, fornendo illustrazioni per l'Œvres complètes di Béranger nel 1836, per le favole di La Fontaine nel 1838, e per romanzi come Don Chisciotte della Mancia nel 1847, I viaggi di Gulliver e Robinson Crusoe nel 1840.
Tra il 1840 e il 1842 inizia la collaborazione con grandi artisti, come Daumier e Paul Gavarni, per l'illustrazione de il Curmer: Les Français peints par eux-mêmes, enciclopedia morale del XIX secolo, con testi di Honoré de Balzac, Alphonse Karr e Charles Nodier.
Successivamente continua la pubblicazione di un'altra collezione litografica, Scènes de la vie publique et privée des animaux, con testi di Honoré de Balzac, Benjamin Franklin, Jules Janin, Alfred de Musset, Charles Nodier, George Sand, P.-J. Stahl e altri. Nel 1842 Grandville è colpito da gravi lutti: perde due dei tre figli e, a luglio dello stesso anno, sua moglie. Si risposerà però, nel 1843 con un'amica della moglie, una certa Mademoiselle Lhuillier.
Esce L'Autre Monde nel 1844 e firma i testi come Taxile Delord. Successivamente pubblicherà un'altra importante opera, Cent Proverbes nel 1845.

Illustra lo Jérôme Paturot à la recherche d'une position sociale di Louis Reybaud nel 1846.
Nel 1847 pubblica la sua ultima opera, Les Fleurs animées, pubblicata in due volumi, con introduzione di Alphonse Karr e testi dell'artista (Taxile Delord). Muore anche il terzo figlio in giovane età.
Il 17 marzo 1847 muore per una depressione nervosa causata da un'angina nella casa dov'era tenuto in cura dal Dottor Voisin, a Vanves, a soli 43 anni. Compose per sé il seguente epitaffio:
I suoi resti riposano al cimitero di Saint-Mandé, appena fuori Parigi. Dopo la sua morte, verrà pubblicata l'opera Les Étoiles.
Nel 1893, il legatario del figlio di Grandville, unico erede dei disegni ancora in possesso della famiglia dell'artista, ne fece dono a diverse istituzioni, tra cui la Biblioteca Municipale di Nancy.
Grandville è stato uno dei caricaturisti più originali e apprezzati nel XIX secolo, usando tratti animaleschi per satirici commenti sulla società. Il suo istinto e la sua abilità per le “provocazioni” politiche hanno fatto sì che i suoi lavori fossero tra i più richiesti. Lavorò in svariati modi arrivando persino a illustrare pagine di quotidiani. Forse il suo più grande contributo è stato dato dall'opera L'Autre Monde, un'opera a tratti surrealistici. Scrittori come André Breton e Georges Bataille riconoscono Grandville come precursore del movimento.
Anche se i suoi lavori sono a tratti innaturali e assurdi, il suo stile è di meraviglioso ingegno inventivo, il suo umorismo è sempre temperato e raffinato da un delicato sentimento e da una sobria vena di gentilezza.
Gli è stato dedicato un busto in bronzo, realizzato dallo scultore francese Ernest Bussière, attualmente si trova al Parc de la Pépinière a Nancy, sua città natale.

## Influenze su altri artisti

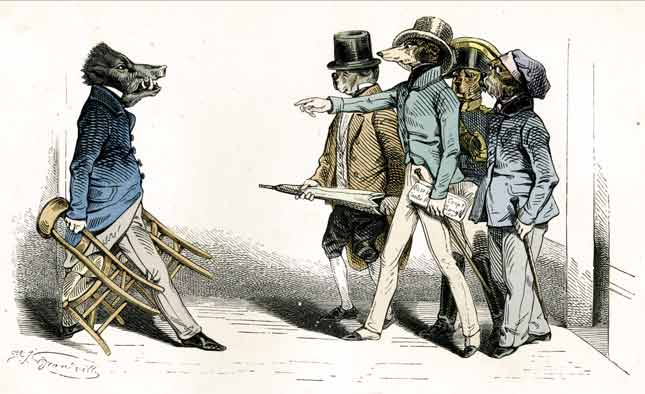
Illustrazione da La vie privée et publique des animaux, usata per una carta dei tarocchi.

- Su un mazzo di tarocchi, The Fantastic Menagerie Tarot, ci sono illustrazioni dell'artista.[7]
- La rock band inglese Queen utilizza i disegni di Grandville per l'album Innuendo e per i singoli estratti da quest'ultimo.[8]
- Anche la rock band statunitense, Alice in Chains, utilizza alcune delle sue illustrazioni per i singoli tratti dall'omonimo album.[9][10]
- Théophile Gautier menziona Grandville nel suo libro, Portraits contemporains.[11]
- Il romanzo illustrato Grandville di Bryan Talbot si ispira alle illustrazioni del pittore.[12][13][14]
- L'opera di Grandville ha molto probabilmente influenzato la genesi di Une semaine de bonté di Max Ernst.[15]
- L'illustratore Nicolás Arispe nel suo Il Libro sacro cita Grandville come principale fonte di ispirazione dei suoi disegni[16]
- La medesima illustrazione scelta dai Queen fu utilizzata anche dalla rock band statunitense Luna Sea per il loro omonimo album del 1976[17]

## Opere

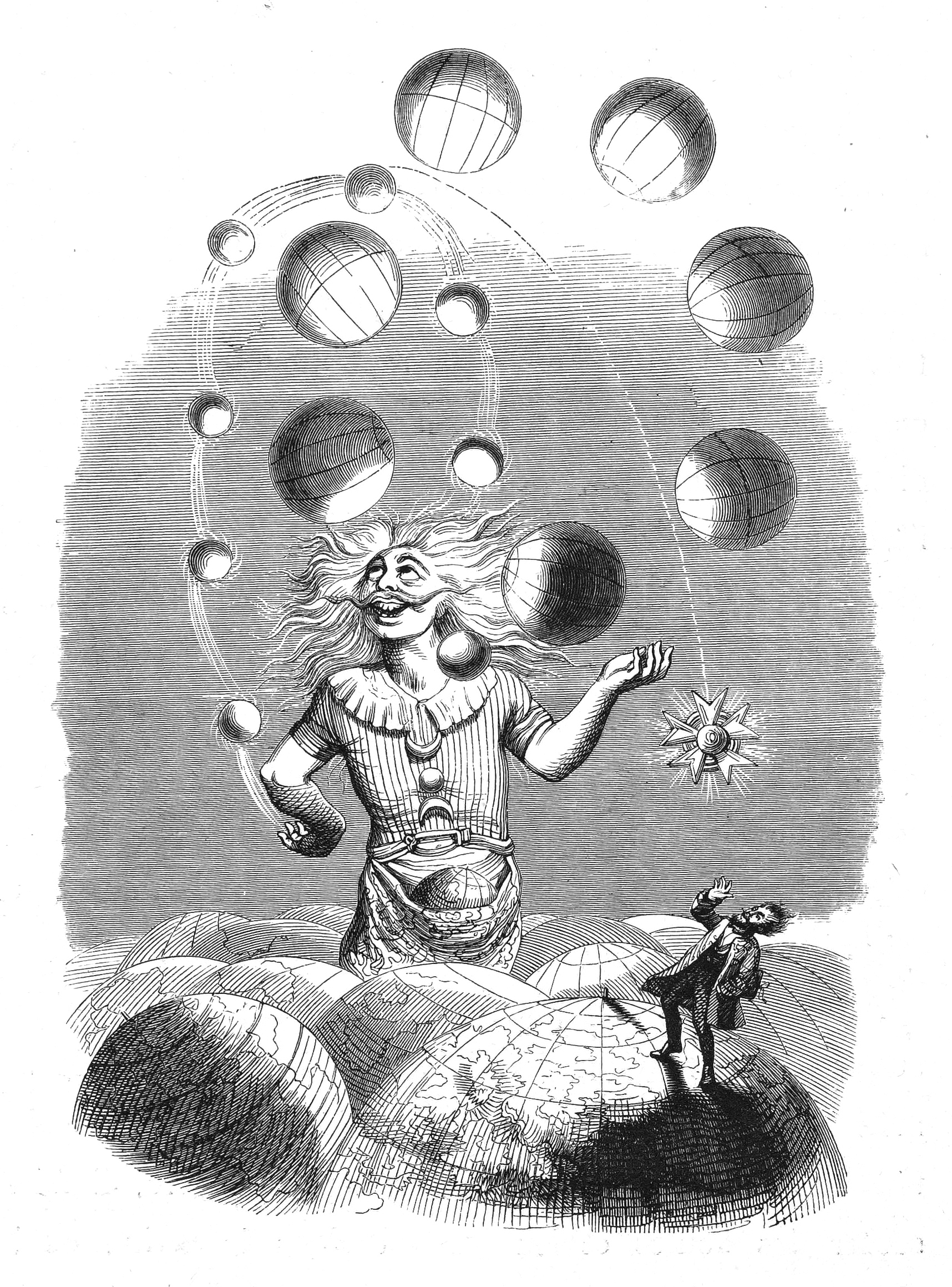
Illustrazione da L'Autre Monde (1844). Utilizzata dai Queen, nel 1991, per la copertina dell'album Innuendo

- Les Métamorphoses du jour, Paris, Aubert, 1829.
- Le Dimanche d'un bon bourgeois ou Les Tribulations de la petite propriété, Paris, Langlumé, 1827.
- Fables de La Fontaine, 1e édition, Henri Fournier, 1838, Garnier Frères, Paris, 1864.
- Peines de cœur d'une chatte anglaise et autres scènes de la vie privée et publique des animaux d'Honoré de Balzac, Paris, Hetzel et Paulin, 1842.
- Petites misères de la vie humaine, Paris, Fournier, 1843. Texte d'Old Nick, Ouvrage plein d'humour et de jovialité, avec un grain de prétention, œuvre d'un malin esprit auquel le crayon de Grandville a donné une originalité toute parisienne.
- Autre monde. Transformations, visions, incarnations, ascensions, locomotions, explorations, pérégrinations, excursions, stations, cosmogonies, fantasmagories, rêveries, folâtreries, facéties, lubies, métamorphoses, zoomorphoses, lithomorphoses, métempsycoses, apothéoses et autres choses, Paris H. Fournier, 1844.
- Cent proverbes, Paris, H. Fournier, 1845. Textes d'Old Nick, Taxile Delors, Amédée Achard.
- Jérôme Paturot à la recherche d'une position sociale de Louis Reybaud, Édition illustrée par J.-J. Grandville. Paris, Dubochet, 1846. Cette édition contient des illustrations de J.-J. Grandville et l'humour noir exploité par ce dernier ajoute énormément au texte de Reybaud. L'influence de l'écrivain et de l'artiste est toujours évidente dans les ouvrages satiriques consacrés à la politique de nos jours.
- Les Étoiles. Dernière féerie par J.-J. Grandville, Texte par Méry. Astronomie des dames par le Comte Foelix. Paris, G. de Gonet, 1849.
- Catalogue Illustre de la Collection Dessins et Croquis Originaux, Paris, Plon Frères, 1853.
- Aventures de Robinson Crusoé, Traduction nouvelle. Édition illustrée par J.-J. Grandville. Paris, Garnier frères, 1870.
- Les Fleurs animées, illustrées par Grandville, Texte par Alphonse Karr, Taxile Delord et le Comte Fœlix. Nouvelle édition avec planches très soigneusement retouchées pour la gravure et le coloris par M.Louis Joseph Édouard Maubert, peintre d'histoire naturelle attaché au Jardin des Plantes. Paris, Garnier Frères, 1867.
- Le Diable à Paris : Paris et les Parisiens. Mœurs et coutumes, caractères et portraits des habitants de Paris, tableau complet de leur vie privée, publique, politique et artistique… Précédée d'une histoire de Paris par Théophile Lavallée, Paris, J. Hetzel, 1845-1846 (E.O.), 2 vol. gr. in-8° de XXXII-380 et LXXX-364 pp., illustrations de Gavarni, Grandville, Bertall....
- Les Métamorphoses du jour, Paris, garnier 1869 (E.O),fort in 8°, 70 litografia a colori piatti + frontespizio.
- Fables de Florian, de Tobie et de Ruth, Nouvelle édition. Paris, 1870, Garnier Frères.
- Petites Misères de la vie humaine, Paris, H. Fournier, 1843.

## Galleria d'immagini

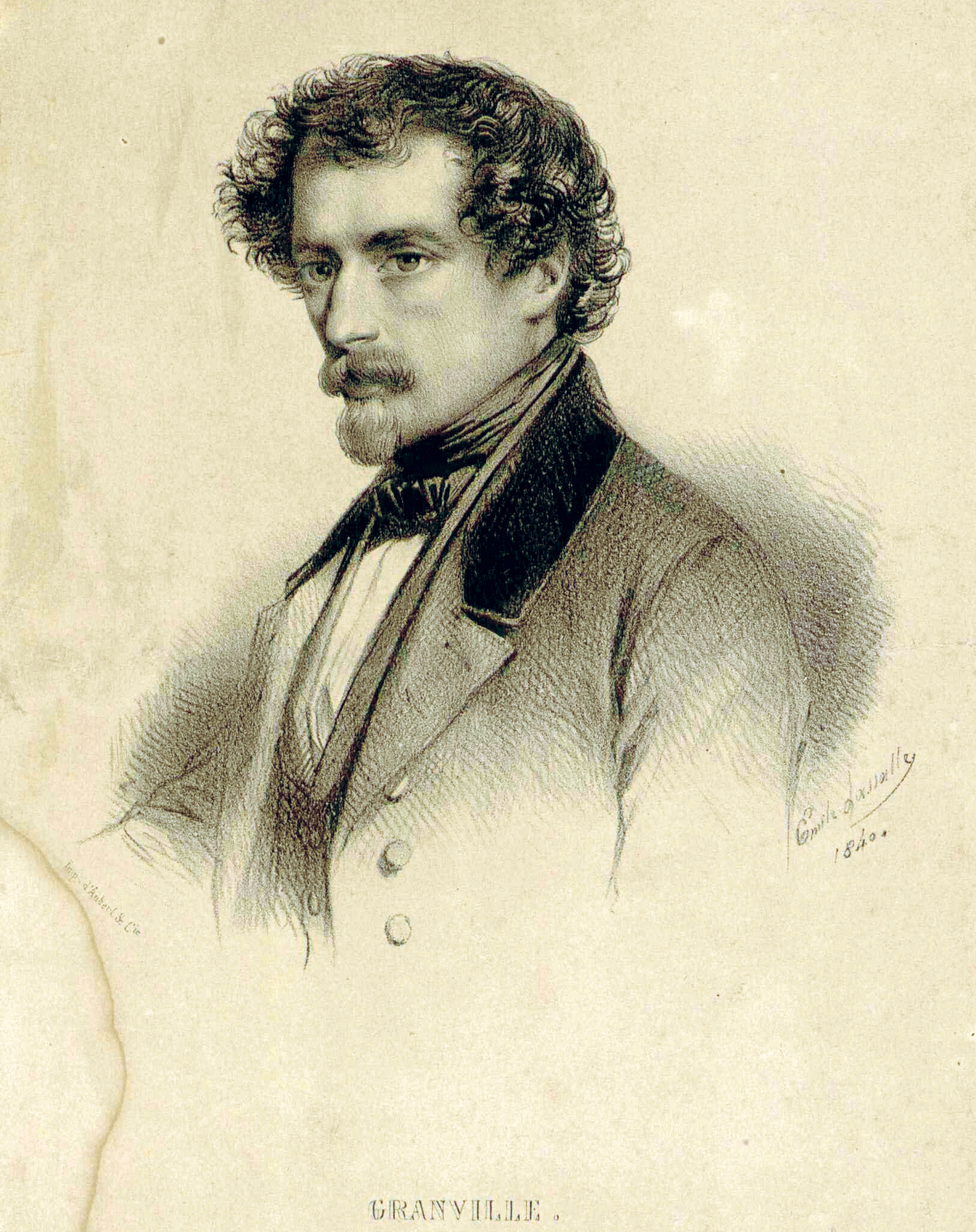
Ritratto realizzato dal pittore francese Émile Lassalle (1840).
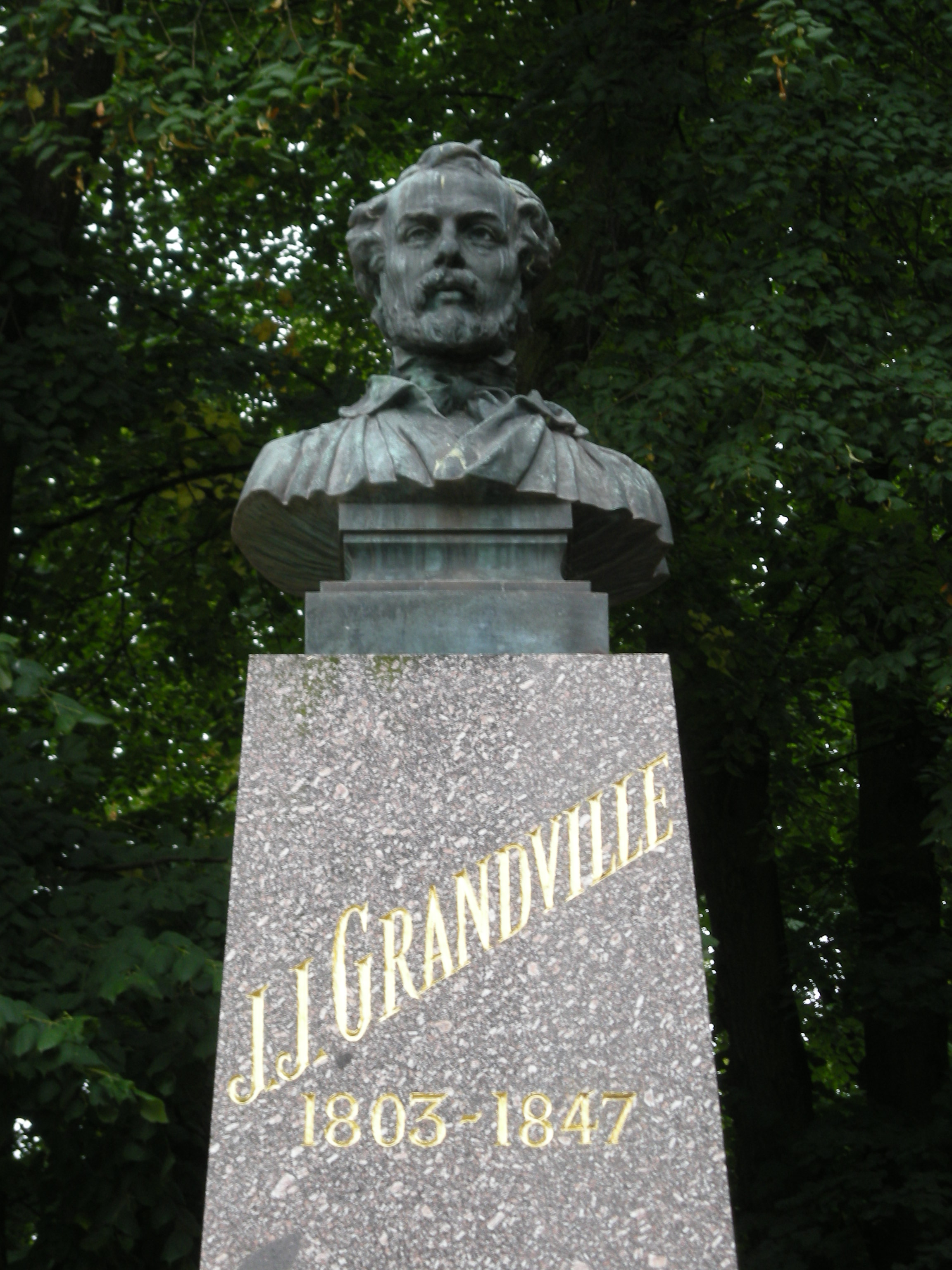
Busto al Parc de la Pépinière, dedicato all'artista.
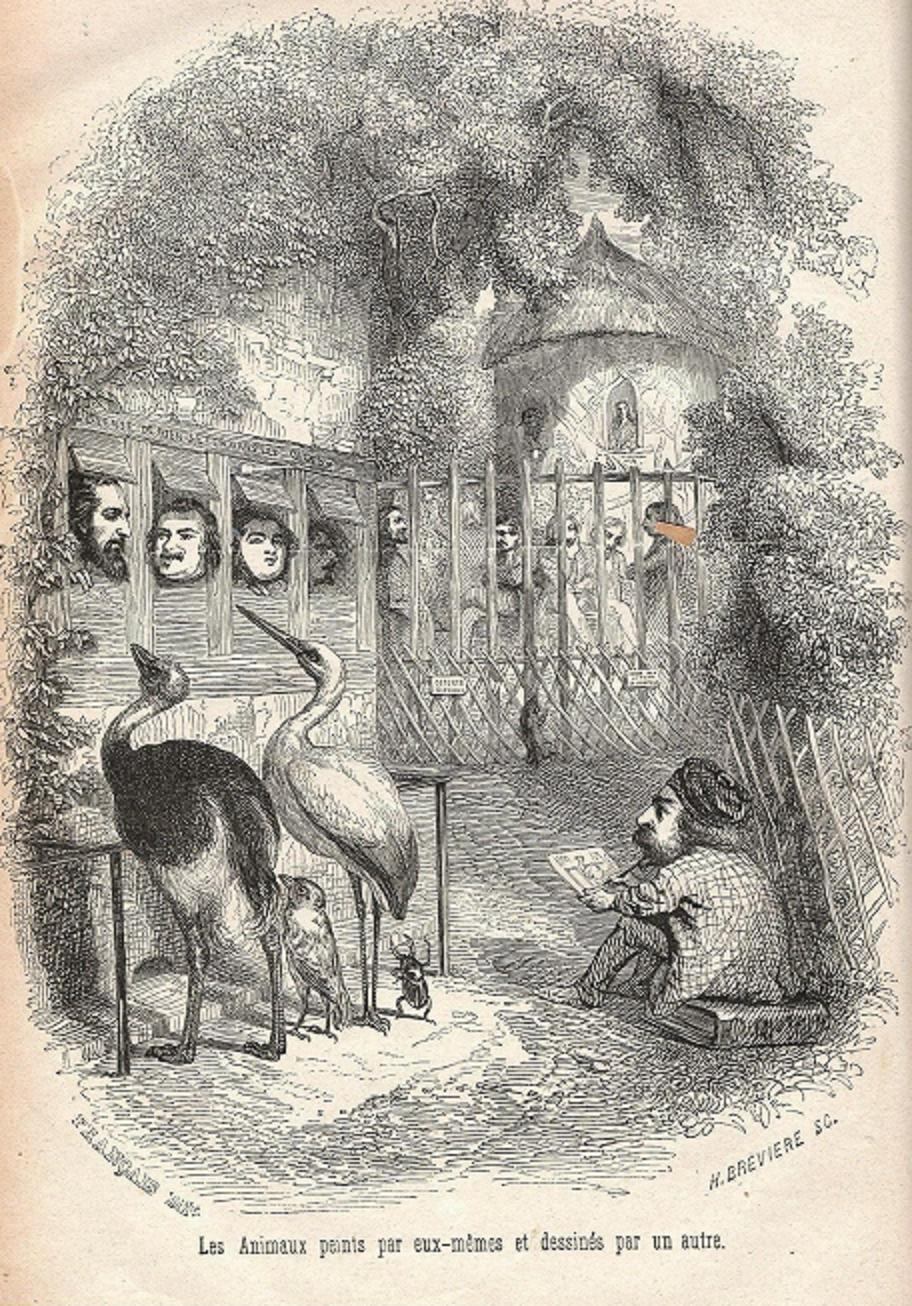
Illustrazione da Scènes de la vie publique et privée des animaux (1842).
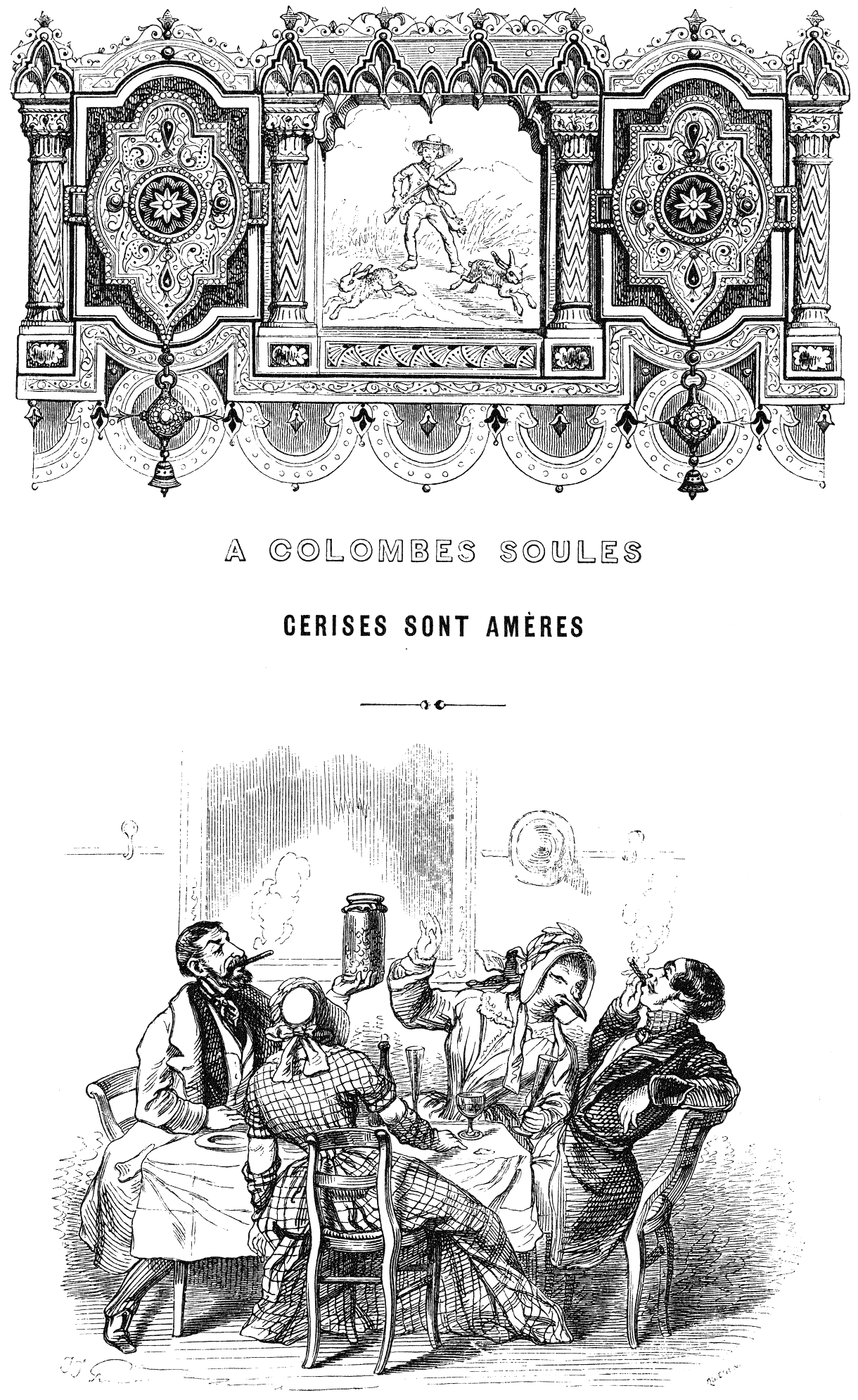
Incisione da Les Cent Proverbes (1845).

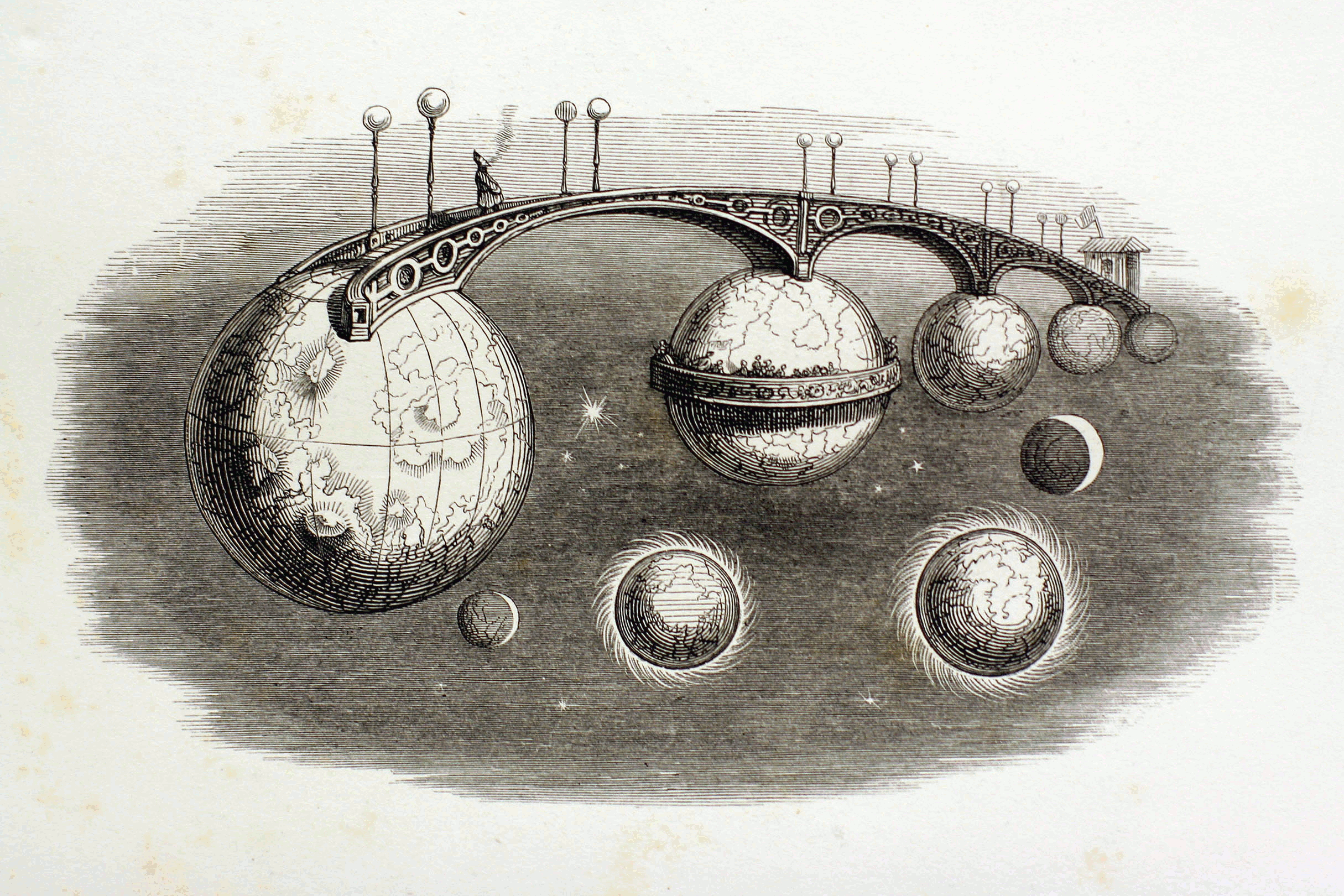
Illustrazione da Un Autre Monde (1844).
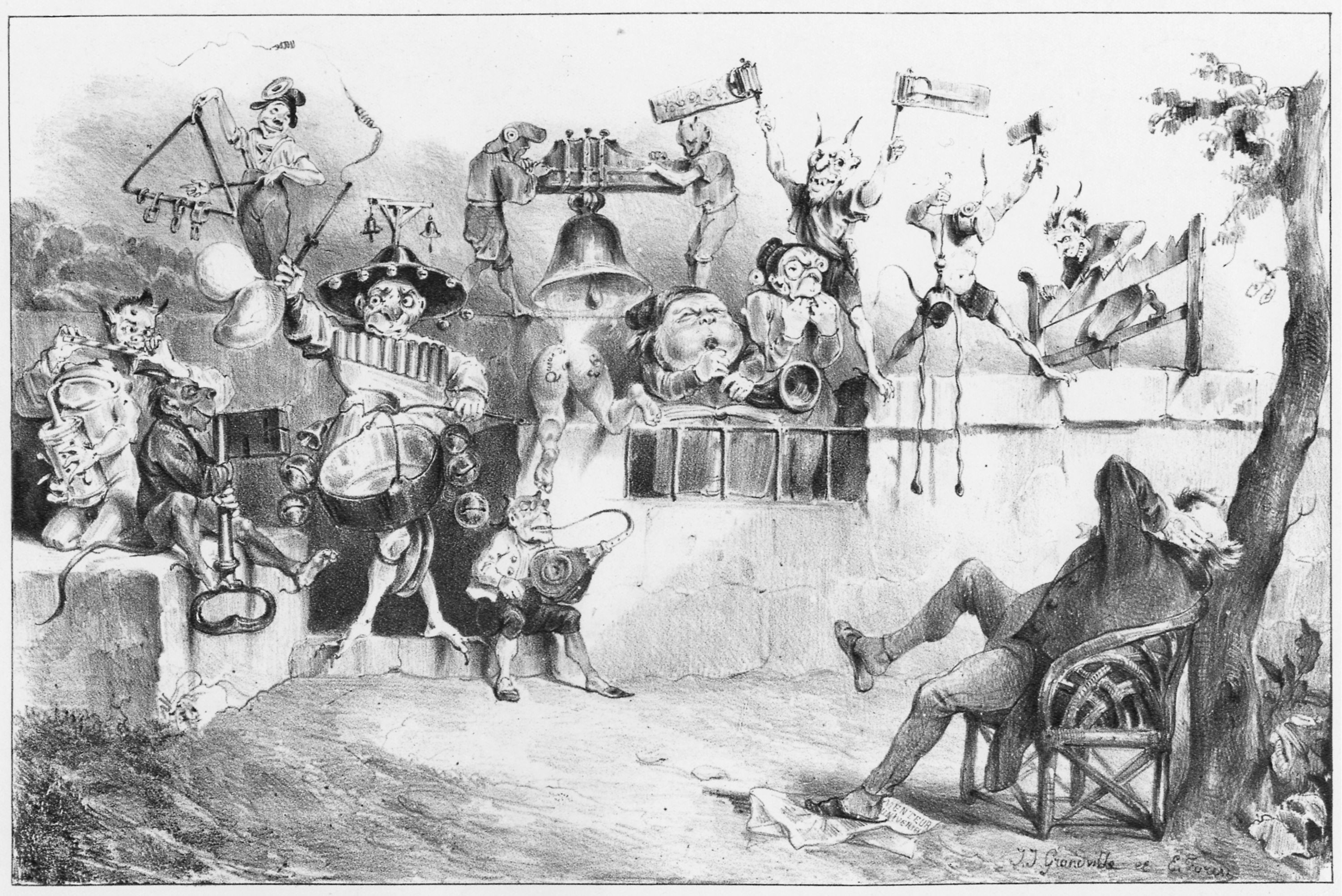
Una vignetta del giornale La Caricature.
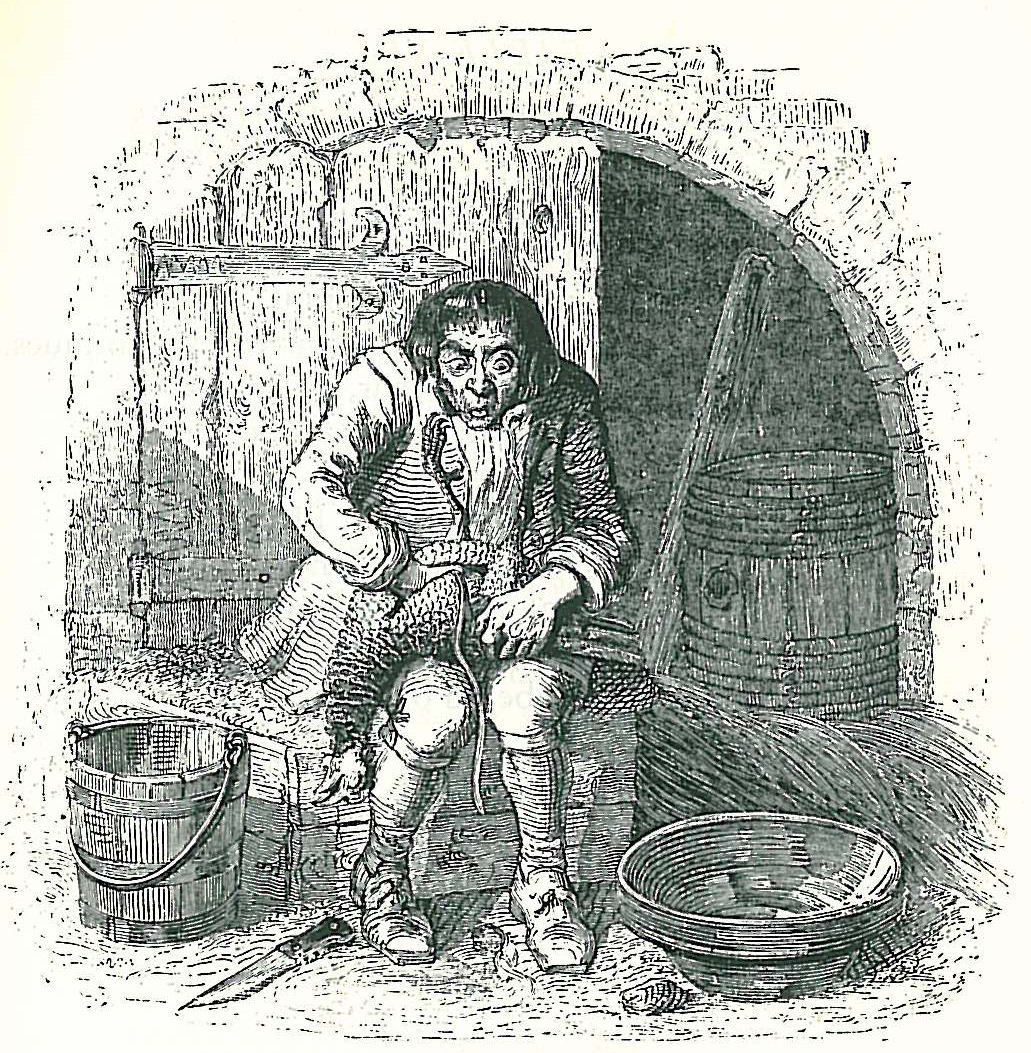
Un'illustrazione per una favola di Jean de La Fontaine.
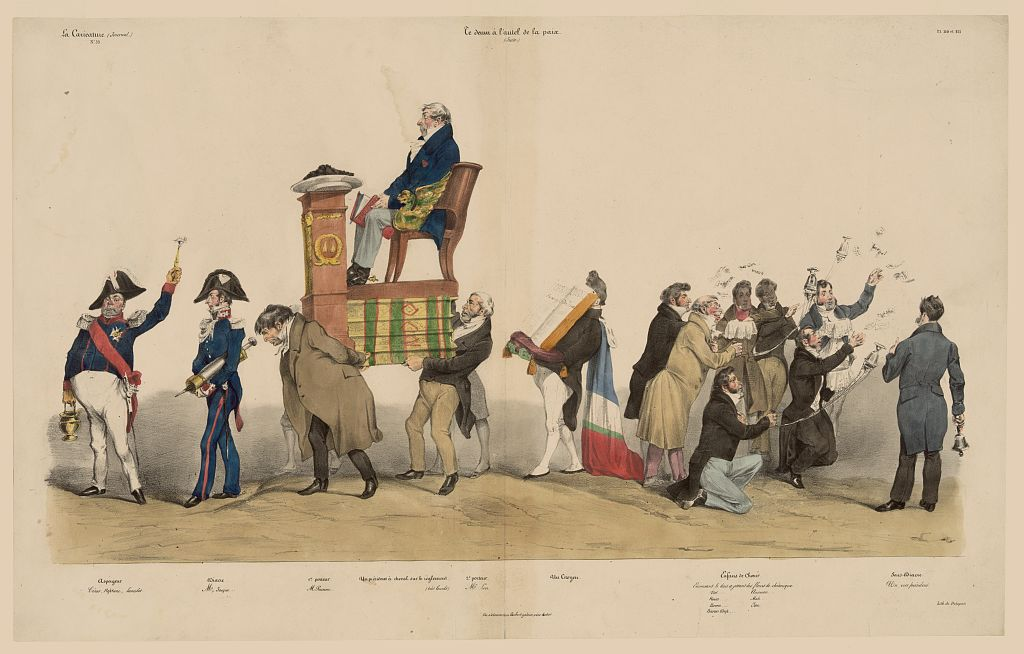
Caricatura del politico francese Amédée Girod de l'Ain.